# Paradromulia leucodesma
Paradromulia leucodesma là một loài bướm đêm trong họ Geometridae.